# Kleinraigering
Kleinraigering ist ein in der Oberpfalz gelegenes Dorf, das ein Gemeindeteil von Amberg ist.

## Lage
Der Ort befindet sich in der Region Oberpfälzer Jura und liegt in der nach Amberg benannten Gemarkung. Kleinraigering selbst ist einer von 23 Ortsteilen der kreisfreien Stadt Amberg. Die Ortsmitte der Kernstadt liegt zweieinhalb Kilometer entfernt und Hirschau zehn Kilometer.

## Verkehr
Die Staatsstraße 2240 verläuft einen Kilometer südlich des Ortes und die Kreisstraße AM 30 einen knappen halben Kilometer östlich davon.